# ミレー準男爵

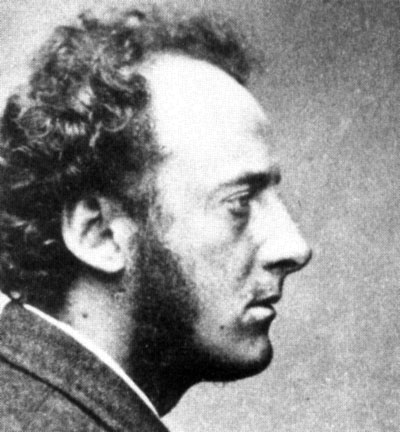
初代準男爵サー・ジョン・エヴァレット・ミレー

ミドルセックス州におけるケンジントンのパレス・ゲート、およびジャージーにおけるセント・オーエンのミレー準男爵（Millais Baronetcy, of Palace Gate in Kensington in the County of Middlesex and of St Ouen in Jersey）は、イギリスの準男爵位。画家のジョン・エヴァレット・ミレーが1885年7月16日に連合王国準男爵位として叙位されたのに始まる。その曽孫にあたる6代準男爵ジェフリー・ミレーが現在の当主である。

## パレス・ゲート＝セント・オーエンのミレー準男爵 (1885年)
- 初代準男爵サー・ジョン・エヴァレット・ミレー (John Everett Millais, 1829–1896)
- 2代準男爵サー・エヴァレット・ミレー (Sir Everett Millais, 1856–1897)
- 3代準男爵サー・ジョン・エヴァレット・ミレー (John Everett Millais, 1888–1920)
- 4代準男爵サー・ジェフリー・ウィリアム・ミレー (Geoffroy William Millais, 1863–1941)
- 5代準男爵サー・ラルフ・レグナルト・ミレー (Ralph Regnault Millais, 1905–1992)
- 6代準男爵ジェフリー・リチャード・エヴァレット・ミレー (Geoffroy Richard Everett Millais, 1941-)